# Postrock

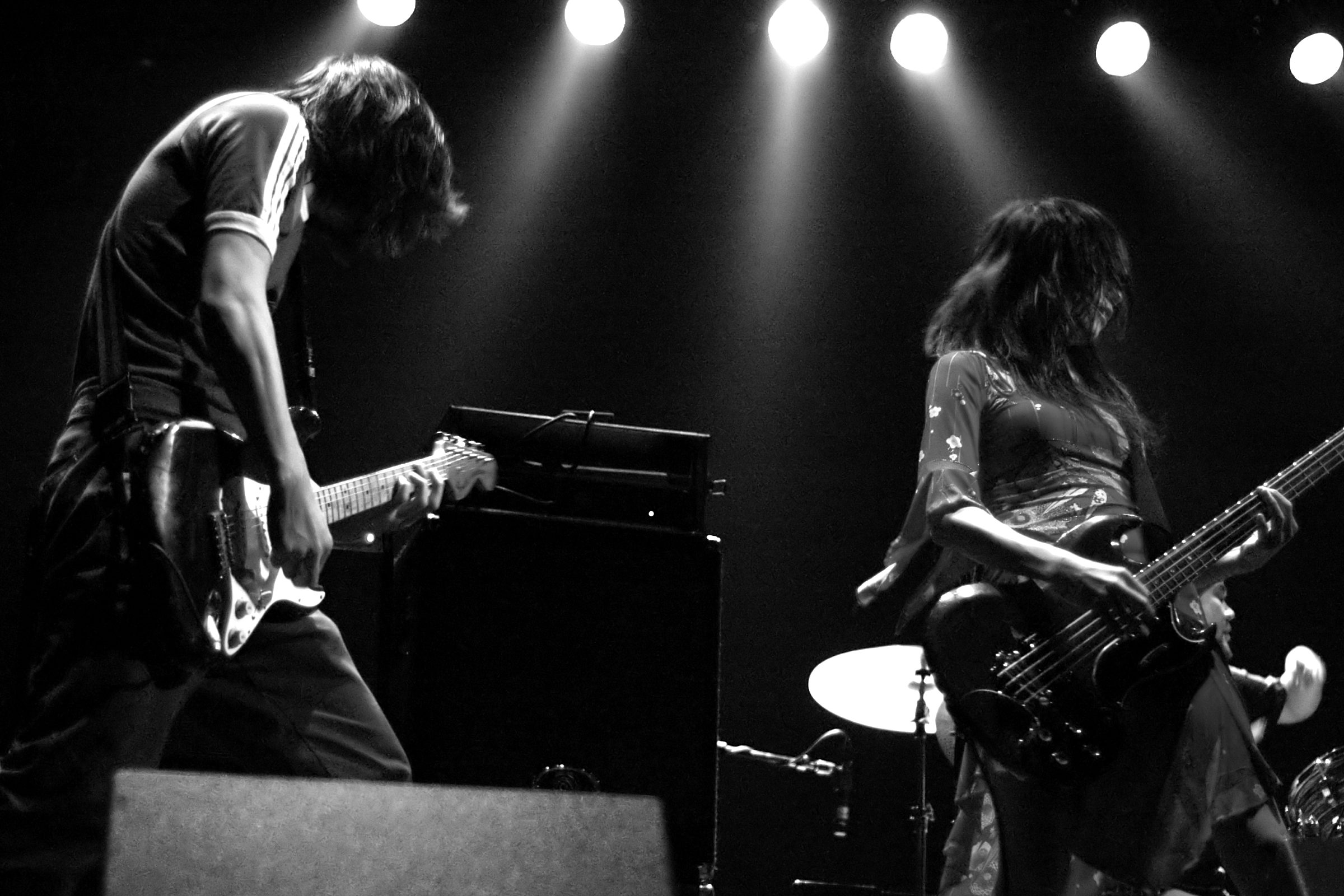
Japanska postrockbandet Mono under en konsert 2005.

Postrock, sammansatt av latin post - efter; och rock, som i rockmusik, är en subgenre inom alternativ rock som växte fram under 1900-talet. Termen postrock myntades av musikjournalisten Simon Reynolds i nummer 123 av tidningen The Wire (maj 1994) för att beskriva en typ av musik som "använder rockinstrumentation för icke-rock-ändamål, som använder gitarrer för nyanser och texturer istället för riff, powerackord och melodier." 
Den kan även kännetecknas av sin inertia och en inneboende tyngd och svärta som av vissa uppfattas som deprimerande, vissa glädjande. 
Ursprungligen användes termen för band som Stereolab, Disco Inferno, Seefeel, Bark Psychosis och Pram, men den utvidgades för att beskriva all sorts jazz- och krautrock-influerad instrumental musik gjord efter 1994. Band från det tidiga 1990-talet såsom Slint (med albumet Spiderland) och Talk Talk hade stort inflytande. Som med många andra musikgenrer kan man hävda att själva termen är bristfällig; den används för att beskriva både Tortoise och Mogwai, två band som har väldigt lite gemensamt förutom det faktum att deras musik till stor del är instrumental. 
Nämnda Tortoise var bland postrockens grundare. De blev ikoner efter sin andra LP Millions Now Living Will Never Die, vars sound beskrevs som just "postrock" och inspirerade många band.
Under det sena 1990-talet blev Chicago hemvist för många olika grupper. John McEntire (från Tortoise) blev en viktig producent för många av dem, likaså Jim O'Rourke (med i Brice-Glace, Gastr del Sol och Sonic Youth med flera). Postrock började täcka allt från Boxhead Ensemble:s långsamma, gitarrbaserade ambience till Stereolabs up-tempo-electronica.
Godspeed You! Black Emperor, från Montréal i Québec, tillförde ett politiskt inslag med sina antiglobaliseringsböjelser.
I början av 2000-talet hade termen börjat falla ur favör; bredden på musikstilar som täcktes tog död på dess användbarhet nästan omedelbart då den myntades.